# Anycteola
Anycteola là một chi bướm đêm thuộc họ Noctuidae.

## Các loài
- Anycteola fotelloides (Barnes & McDunnough, 1916)